# Donja Kovačica
Donja Kovačica is een plaats in de gemeente Veliki Grđevac in de Kroatische provincie Bjelovar-Bilogora. De plaats telt 342 inwoners (2001).